# Sciogriphoneura brunnea
Sciogriphoneura brunnea is een vliegensoort uit de familie van de Helosciomyzidae. De wetenschappelijke naam is voor het eerst officieel gepubliceerd in 1977 door Steyskal.

## Voorkomen
De soort is endemisch in Brazilië.